# Nadežda Aleksieva
Nadežda Aleksieva (in bulgaro Надежда Алексиева?; Dimitrovgrad, 14 agosto 1969) è un'allenatrice di biathlon ed ex biatleta bulgara.

## Biografia

### Carriera da atleta
In Coppa del Mondo ottenne il primo podio, nonché primo risultato di rilievo, il 21 gennaio 1988 ad Anterselva (2ª) e l'unica vittoria il 17 dicembre successivo ad Albertville Les Saisies.
In carriera prese parte a due edizioni dei Giochi olimpici invernali, Albertville 1992 (4ª nella sprint, 5ª nell'individuale, 4ª nella staffetta) e Lillehammer 1994 (47ª nell'individuale, 13ª nella staffetta) e a sei dei Mondiali, vincendo tre medaglie.

### Carriera da allenatrice
Dopo il ritiro è divenuta allenatrice di biathlon nei quadri della nazionale bulgara.

## Palmarès

### Mondiali
- 3 medaglie:
  - 2 argenti (staffetta a Feistritz 1989; gara a squadre a Lahti 1991)
  - 1 bronzo (gara a squadre a Minsk/Oslo/Kontiolahti 1990)

### Coppa del Mondo
- Miglior piazzamento in classifica generale: 3ª nel 1988
- 3 podi (tutti individuali[1]):
  - 1 vittoria
  - 2 secondi posti

#### Coppa del Mondo - vittorie
| Data             | Località                | Nazione | Specialità |
| ---------------- | ----------------------- | ------- | ---------- |
| 17 dicembre 1988 | Albertville Les Saisies | Francia | SP         |

Legenda:

SP = sprint